# キャッツ・愛
『キャッツ♥愛』（キャッツ・あい、CAT'S♥EYE）は、漫画：阿佐維シン・シナリオ：中目黒さくら・原作：北条司による日本の漫画。

## 概要
北条司の漫画『キャッツ♥アイ』（1981年 - 1984年）のリメイク作品であり、『月刊コミックゼノン』（徳間書店、コアミックス、ノース・スターズ・ピクチャーズ）において創刊号となる2010年12月号から2014年3月号まで連載された。単行本は徳間書店のゼノンコミックスより発行。第1巻はゼノンコミックス創刊ラインナップの一冊であった。
本編の時間軸は、登場する機器類や建造物、情報などを含め、執筆された時代に合わせてある。また舞台が吉祥寺に移され、経営する喫茶店の名称も、「喫茶キャッツアイ」から「CAFE CAT'S EYE」に変更、三姉妹の髪型やファッションも時代に沿うようにアレンジされている。内田有紀主演の実写映画版と同じく来生三姉妹の三女・愛を主人公としているほか、コスチュームもレオタードからボンデージ風のものになっている。怪盗キャッツ・アイが父の作品の回収を終えた2年後を舞台に、大学生となった来生三姉妹の三女・愛の活躍を描く。

## あらすじ
怪盗キャッツ・アイこと来生三姉妹が父の作品の回収を終えてから2年の歳月が流れた。怪盗業を封印し一般の社会人として生活を営んでいる三姉妹であったが、正義感が強く他者の痛みを見過ごすことができない愛は、身近な人々の困りごとや捨て置けない悪事に対峙していく。

## 登場人物
来生 愛（きすぎ あい）
本編の主人公。国立大濠芸術大学の学生。人一倍正義感が強い。イメージカラーはオレンジ。
父の作品の回収も終え、キャッツ・アイとしての活動は既に終焉。以降、姉たちの希望通り普通の女の子として生活をしていた。信念を持っての行動であっても「“怪盗” キャッツ・アイ」はあくまで犯罪者。活動を止めた後も、それは一生背負うべき抗えない十字架であると自覚している。
“キャッツ”として培った技術や身体能力を活かして、捨て置けない犯罪や悪事を白日の下に晒すべく、人知れず解決の糸口を作り出している。言わば義賊であり、アンチヒーロー（ヒロイン）である。
『キャッツ♥アイ』では一人称は「ボク」であったが、本作では「あたし」になっている。
来生 泪（きすぎ るい）
三姉妹の長女。イメージカラーは紫。
盗賊から足を洗い「CAFE CAT'S EYE」の経営に専念している。しかし、殺人も厭わない“偽キャッツ・アイ”が出没した際に姉妹揃って美術館に忍び込み、偽者の鼻をあかす罠を張り“キャッツ・アイ”の汚名を返上した。また、父、ミケール・ハインツの作品をぞんざいな扱いをして冒涜した非道な人間に怒りを顕わにし、その罪を償わせるべく再びキャッツの名の下に行動する。
来生 瞳（きすぎ ひとみ）
三姉妹の次女。泪とともにカフェを切り盛りしている。イメージカラーは青。
偽キャッツ・アイが出没した際、偽者を罠に嵌めるための行動をした時をただ一度だけのキャッツ復帰と決めていた。それ以降も愛がキャッツの名で行動していることをあまり好ましく思っておらず、度々忠告している。誰よりも強く愛の幸せを願い、普通の生活の中でそれを見出して欲しいと思っている。しかし、未熟な愛の行動を心配するあまり、不本意ながら再びキャッツのコスチュームを身に纏う。
『キャッツ♥アイ』での恋人・内海俊夫の名前も出てきておらず、原作漫画のエピローグではアメリカで高熱を出し、その後遺症で記憶を失くしたことも本作では触れられておらず、それらの設定が本作でも引き継がれているかは明確にされていない。
鳴海 慧（なるみ けい）
正義感の強い雑誌記者。CAFE CAT'S EYEの常連。カウンターの端がほぼ指定席であり、そこで記事の草案を練っている。コーヒーを頼むでもなく、お冷のおかわりのみで何時間も粘っているが、泪も瞳も黙認している。漢字に関しての知識が深く、意識してか無意識なのかは不明だが、時々雑学に近い漢字知識を口にする。
「キャッツ・アイ」に思い入れが深く、自分の手で記事にしたいと考えている。
戦場カメラマンだった父は17年前に他界。高校生の妹がいる。妹思いであるが、少々心配性が過ぎることも。
鳴海 惟（なるみ ゆい）
慧の妹。女子高生。吉祥寺を訪れた際に困っていたところを愛に助けられ、以後、親しくなる。亡き父の母校でもある国立大濠芸大への進学を希望している。
やや天然ボケな言動があり、加えて方向音痴。慧の心配の種である。猫好きであるが猫アレルギーのため、飼うことが出来ない。アレルギーが発症した際にキャッツに救われたことがある。朦朧とした視界と意識の中、キャッツが愛と同じ箇所に絆創膏を貼っていたことを確認。それ以降、キャッツの正体は愛なのではないかと疑念を抱いている。
永石 定嗣（ながいし さだつぐ）
来生三姉妹の父・ハインツの古くからの知己で、三姉妹を陰で助けている。『キャッツ♥アイ』では白髪で恰幅の良い熟年紳士だが、本作では少し若い年齢設定になり、体格もやや細くなっている。スーツもちょいわるおやじ風。
神谷 真人（かみや まさと）
表向きはフリールポライター、裏の顔は犯行現場にコインのペンダントを置いていく怪盗。自称・怪盗紳士。来生三姉妹からは“ねずみ”と呼ばれている。
『キャッツ♥アイ』の時よりもやや若く、今時のイケメン風の容姿になっている。
ルポライターとしての実績も確かであり、世界各地の戦場を巡り取材した著書が評価され、報道連盟最優秀賞を受けるほどである。その受賞パーティーの席で、来生三姉妹と2年ぶりに再会した。かつて自分を救ってくれたソニアという女性を探しており、そうとは知らない三姉妹からは警戒されている。
浅谷 光子（あさたに みつこ）
警視庁所属の女性刑事。キャッツを逮捕出来なかった責を負い、2年前よりインターポールへ研修の名目で出向していたが、国際的テロリストを追うために帰国。
キャッツを追っていた頃は『キャッツ♥アイ』と同様に眼鏡を掛けて、前髪の重いショートボブだった。現在は裸眼でも射撃の照準を合わせることに支障がなく、髪型もカラーリングを施したワンレングスのショートヘア。
インターポールでも優秀な刑事として活躍していたが、テロリストを検挙すべく出向いた現場で銃撃戦となり、相棒のブライアンを喪う。浅谷は自分を庇ったためにブライアンが犠牲になってしまったと自責の念を抱え続けている。浅谷の左の額にも敵の放った銃弾が掠めた際に負った銃創が残っている。

## 書誌情報
- 漫画：阿佐維シン / シナリオ：中目黒さくら / 原作：北条司 『キャッツ♥愛』 徳間書店〈ゼノンコミックス〉 、全8巻
  1. 2011年3月22日発売 ISBN 978-4-19-980002-3
  2. 2011年9月20日発売 ISBN 978-4-19-980036-8
  3. 2012年3月19日発売 ISBN 978-4-19-980070-2
  4. 2012年9月20日発売 ISBN 978-4-19-980107-5
  5. 2013年2月20日発売 ISBN 978-4-19-980136-5
  6. 2013年6月20日発売 ISBN 978-4-19-980149-5
  7. 2013年11月20日発売 ISBN 978-4-19-980173-0
  8. 2014年3月20日発売 ISBN 978-4-19-980195-2